# 天明由緒
天明由緒（てんめいゆいしょ）とは、伊勢国桑名藩が1722年（享保7年）に作成した家臣団の由緒書「享保由緒」に続き、1781年（天明元年）に号令して実施した由緒である。
天明由緒は九巻から成り立ち、桑名藩士460余名の由緒がつづられている。 現在、桑名市立中央図書館の「歴史の蔵」に原本があり、閲覧が可能である。しかし、原本はくずし字で書かれているため、古文書の知識がないと読むのが難しい。
桑名市教育委員会では、天明由緒の現代訳版（著者:藤谷彰 編集・出版者:桑名市教育委員会）を2008年（平成20年）に発行している。